# Noailles (Oise)
Noailles és un municipi francès, situat al departament de l'Oise i a la regió dels Alts de França. L'any 2007 tenia 2.675 habitants.

## Demografia

### Població
El 2007 la població de fet de Noailles era de 2.675 persones. Hi havia 1.016 famílies de les quals 264 eren unipersonals (84 homes vivint sols i 180 dones vivint soles), 236 parelles sense fills, 400 parelles amb fills i 116 famílies monoparentals amb fills.
La població ha evolucionat segons el següent gràfic:
Habitants censats

### Habitatges
El 2007 hi havia 1.137 habitatges, 1.034 eren l'habitatge principal de la família, 25 eren segones residències i 78 estaven desocupats. 823 eren cases i 259 eren apartaments. Dels 1.034 habitatges principals, 628 estaven ocupats pels seus propietaris, 376 estaven llogats i ocupats pels llogaters i 30 estaven cedits a títol gratuït; 60 tenien una cambra, 74 en tenien dues, 182 en tenien tres, 294 en tenien quatre i 424 en tenien cinc o més. 738 habitatges disposaven pel capbaix d'una plaça de pàrquing. A 481 habitatges hi havia un automòbil i a 415 n'hi havia dos o més.

### Piràmide de població
La piràmide de població per edats i sexe el 2009 era:
| Homes | Edats   | Dones |
| ----- | ------- | ----- |
| 0     | 95 o +  | 0     |
| 4     | 90 a 94 | 12    |
| 4     | 85 a 89 | 20    |
| 0     | 80 a 84 | 16    |
| 52    | 75 a 79 | 68    |
| 28    | 70 a 74 | 68    |
| 32    | 65 a 69 | 52    |
| 44    | 60 a 64 | 44    |
| 60    | 55 a 59 | 52    |
| 72    | 50 a 54 | 72    |
| 100   | 45 a 49 | 92    |
| 112   | 40 a 44 | 76    |
| 124   | 35 a 39 | 120   |
| 108   | 30 a 34 | 136   |
| 84    | 25 a 29 | 72    |
| 76    | 20 a 24 | 76    |
| 68    | 15 a 19 | 132   |
| 100   | 10 a 14 | 108   |
| 144   | 5 a 9   | 124   |
| 60    | 0 a 4   | 96    |

## Economia
El 2007 la població en edat de treballar era de 1.722 persones, 1.301 eren actives i 421 eren inactives. De les 1.301 persones actives 1.169 estaven ocupades (621 homes i 548 dones) i 132 estaven aturades (69 homes i 63 dones). De les 421 persones inactives 113 estaven jubilades, 175 estaven estudiant i 133 estaven classificades com a «altres inactius».

### Ingressos
El 2009 a Noailles hi havia 1.024 unitats fiscals que integraven 2.763 persones, la mediana anual d'ingressos fiscals per persona era de 17.388 €.

### Activitats econòmiques
Dels 107 establiments que hi havia el 2007, 3 eren d'empreses alimentàries, 4 d'empreses de fabricació d'altres productes industrials, 14 d'empreses de construcció, 20 d'empreses de comerç i reparació d'automòbils, 6 d'empreses de transport, 7 d'empreses d'hostatgeria i restauració, 2 d'empreses d'informació i comunicació, 10 d'empreses financeres, 8 d'empreses immobiliàries, 11 d'empreses de serveis, 16 d'entitats de l'administració pública i 6 d'empreses classificades com a «altres activitats de serveis».
Dels 42 establiments de servei als particulars que hi havia el 2009, 1 era una oficina d'administració d'Hisenda pública, 1 gendarmeria, 1 oficina de correu, 4 oficines bancàries, 4 tallers de reparació d'automòbils i de material agrícola, 1 autoescola, 1 paleta, 2 fusteries, 3 lampisteries, 3 electricistes, 5 empreses de construcció, 3 perruqueries, 2 veterinaris, 4 restaurants, 5 agències immobiliàries i 2 salons de bellesa.
Dels 11 establiments comercials que hi havia el 2009, 1 era un hipermercat, 1 una botiga de més de 120 m², 3 fleques, 1 una fleca, 1 una llibreria, 1 una botiga de roba, 2 botigues de mobles i 1 una joieria.
L'any 2000 a Noailles hi havia 9 explotacions agrícoles que ocupaven un total de 424 hectàrees.

## Equipaments sanitaris i escolars
El 2009 hi havia 1 farmàcia i 1 ambulància.
El 2009 hi havia 1 escola maternal i 2 escoles elementals. Noailles disposava d'un col·legi d'educació secundària amb 750 alumnes.

## Poblacions més properes
El següent diagrama mostra les poblacions més properes.